# Donetsk (Russie)
Pour les articles homonymes, voir Donetsk (homonymie).
Donetsk (russe : Донецк ; ukrainien : Донецьк) est une ville de l'oblast de Rostov, en Russie. Sa population s'élevait à 49 504 habitants en 2013.

## Géographie
Donetsk est arrosée par la rivière Donets du Nord. La ville se trouve à 171 km au nord de Rostov-sur-le-Don et à 53 km à l'est de Louhansk (Ukraine), à la frontière russo-ukrainienne. La ville se trouve à 8 km de la gare « Sevastopol Izvarino ».

## Histoire
La ville est d’abord, en 1681, la stanitsa Goundorovskaïa des Cosaques du Don. Elle accède au statut de commune urbaine le 12 décembre 1945 puis au statut de ville en 1951 sous le nom de Goundorovka. Elle est renommée Donetsk en 1955.

## Population
Recensements (*) ou estimations de la population
| 1959*  | 1970*  | 1979*  | 1989*  |
| ------ | ------ | ------ | ------ |
| 42 369 | 38 134 | 44 147 | 48 673 |

| 2002*  | 2010*  | 2012   | 2013   |
| ------ | ------ | ------ | ------ |
| 48 040 | 50 098 | 49 772 | 49 504 |

## Économie
La principale entreprise de Donetsk est une usine d'excavateurs, OAO Donetski Ekskavatorny Zavod, en abrégé DEZ (en russe : ОАО Донецкий Экскаваторный Завод, ДЭЗ) .